# Bertula impuralis
Bertula impuralis là một loài bướm đêm trong họ Erebidae.